# Toivo Paloposki

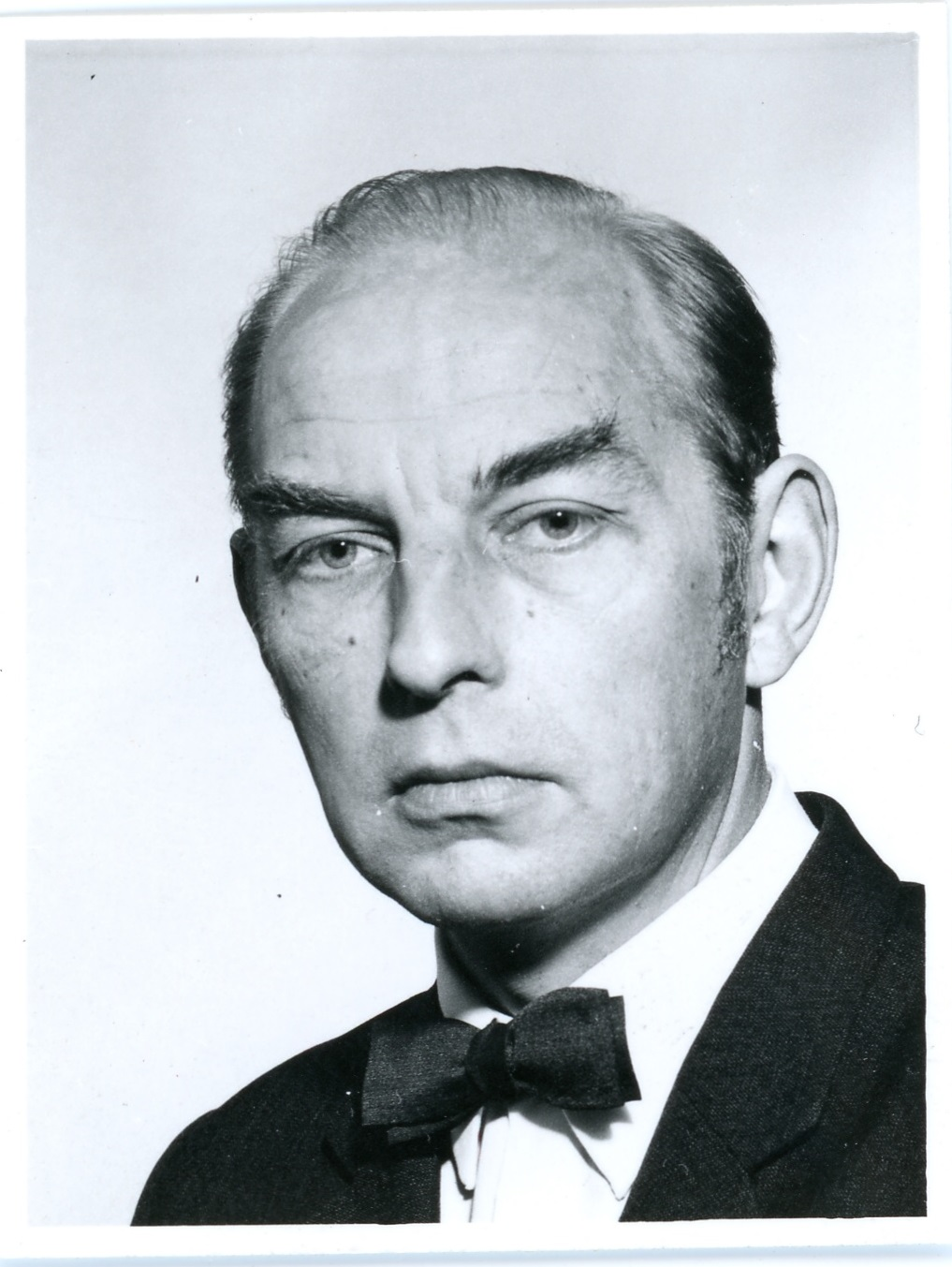
Toivo Paloposki år 1974.

Toivo Johannes Paloposki, född 3 april 1928 i Terijoki, död 24 januari 1991 i Kyrkslätt, var en finländsk arkivman och historiker.
Paloposki blev filosofie doktor 1961. Han utsågs 1966 till docent i Finlands och Skandinaviens historia vid Helsingfors universitet och var 1971–1974 äldre forskare vid Finlands Akademi samt 1974–1987 riksarkivarie. Han ägnade sig åt bland annat Finlands 1700-talshistoria och behandlade därtill olika ekonomisk-historiska frågor.
Bland Paloposkis arbeten märks Suomen historian lähteet (1972), som är en viktig översikt över källorna till Finlands historia, och några lokalhistoriska verk. 